# Tony Jamieson
Tony Jamieson (Rarotonga, 16 marzo 1974) è un allenatore di calcio ed ex calciatore cookese, di ruolo portiere.
Con la Nazionale delle Isole Cook (in cui ha totalizzato 20 presenze) ha esordito nel 2001 contro le Isole Salomone, subendo 9 reti.

## Partite giocate da Tony Jamieson per i Mondiali FIFA
| Data       | Squadre                      | Gol subiti |
| ---------- | ---------------------------- | ---------- |
| 04/06/2001 | Isole Salomone - Isole Cook  | 9          |
| 06/06/2001 | Isole Cook - Vanuatu         | 8          |
| 08/06/2001 | Nuova Zelanda - Isole Cook   | 2          |
| 11/06/2001 | Isole Cook - Tahiti          | 6          |
| 10/05/2004 | Tahiti - Isole Cook          | 2          |
| 12/05/2004 | Isole Salomone - Isole Cook  | 5          |
| 15/05/2004 | Tonga - Isole Cook           | 2          |
| 17/05/2004 | Nuova Caledonia - Isole Cook | 8          |
| 27/08/2007 | Figi - Isole Cook            | 4          |
| 29/08/2007 | Nuova Caledonia - Isole Cook | 3          |
| 01/09/2007 | Isole Cook - Tuvalu          | 1          |
| 03/09/2007 | Isole Cook - Tahiti          | 1          |